# Kunoichi
Kunoichi (jap. くノ一) ist die Bezeichnung für einen weiblichen Ninja. Der Begriff Kunoichi ist ein Kunstwort, das sich aus dem japanischen Kanji für Frau (女, onna) ergibt. Zerlegt man das Kanji in seine drei Striche, erhält man く, die Hiragana-Silbe ku, ノ, Katakana-Silbe no und 一 das Kanji ichi.

## Geschichte
Die Historie gibt an, dass es Kunoichi seit 1561 gab. Sie wurden begründet, als der Samurai Mochizuki Moritoki auf dem Schlachtfeld starb. Seine Frau Chiyome (望月 千代女, Mochizuki Chiyome) unterstützte Takeda Shingen, der ihr den Vorschlag machte, ein Netzwerk von Kunoichi aufzubauen. Die ersten Kunoichi waren Miko, Schreindienerinnen, die in Spionage- und Kuriertätigkeiten, aber auch zur Beobachtung ausgebildet wurden.
Die weiteren Schülerinnen waren Waisen des Bürgerkrieges, die sie aufnahm und ausbildete. Dadurch entstand ein gut funktionierendes Spionagenetzwerk, von dessen Aufbau nur Takeda Shingen Kenntnis hatte, ansonsten arbeitete Chiyome unter ihrem Deckmantel, verwaiste Kinder aufzunehmen, alleine.
Als Shimma-kunoichi wurden Mitglieder von Ninja-Familien bezeichnet, die zusammen mit ihren männlichen Verwandten ausgebildet wurden. Karima-kunoichi hingegen kamen nicht aus diesen Familien, sondern wurden angeheuert.